# Jeanne Van Calck
Jeanne Van Calck ou Joanna Van Calck, née à Bruxelles, le 17 septembre 1897 et morte assassinée le 7 février 1906 est une enfant martyr qui restera longtemps en Belgique un symbole de l'enfance assassinée. Son corps, dépecé, est retrouvé le soir même sur le seuil du 22 de la rue des Hirondelles à Bruxelles. Le meurtre ne fut jamais élucidé et restera connu sous le nom de « meurtre de la rue des Hirondelles »,.

## Le meurtre de la rue des Hirondelles

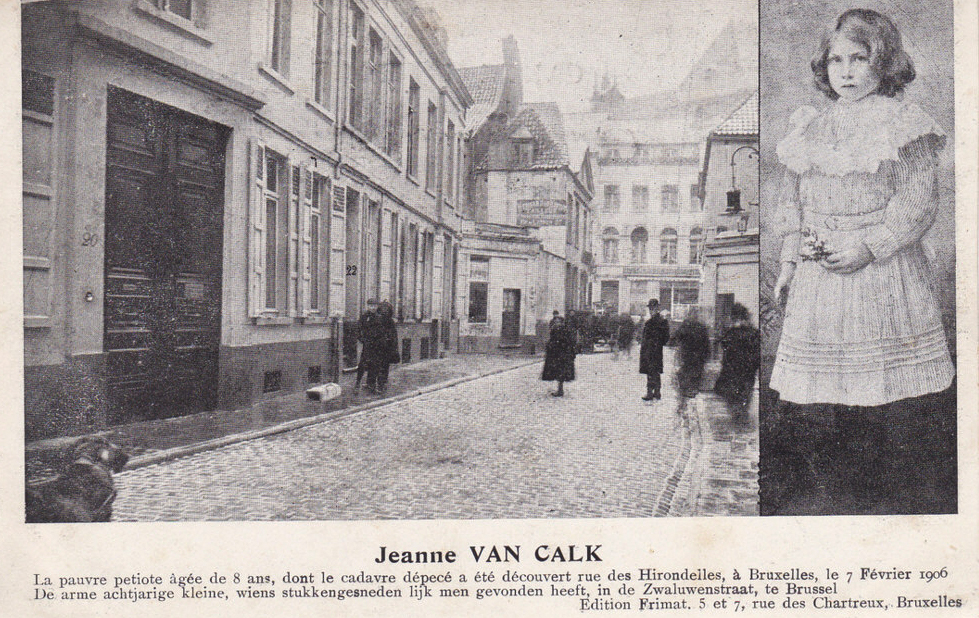
C'est sur le seuil du 22 de la rue des Hirondelles que fut découvert le cadavre de la petite Jeanne.

Le 7 février 1906, Jeanne Van Calck quitte le domicile de ses grands-parents où elle réside pour aller, comme d'habitude, passer une heure ou deux en compagnie de sa maman, Françoise Van Calck, qui habitait à l'angle du boulevard Baudouin et de la chaussée d'Anvers où elle arrive vers 18 h 30. C'était la première fois qu'elle faisait le trajet seule, d'ordinaire, elle était accompagnée par son grand-père. Ce dernier, indisponible, travaillait pour une compagnie de tramways bruxelloise et était le soir, contrôleur au Théâtre royal flamand de Bruxelles. Jeanne Van Calk est une petite enfant naturelle. Son père est un ouvrier typographe travaillant au journal Le Soir, elle en ignore tout, il n'a jamais reconnu son enfant. Plus tard, elle quitte sa maman pour accomplir le chemin inverse et rentrer chez ses grands-parents où elle n'arrivera jamais.
Vers 23 h 45, un machiniste du théâtre de l'Alhambra, Joseph Eylenbosch et son fils, découvrent un paquet suspect devant la porte du 22 de la rue des Hirondelles à Bruxelles. Un agent, Gustave Vandamme, est appelé à la rescousse. Ils sont rejoints par un figurant, Pierre Noël, qui portera le colis jusqu'au commissariat de police de la troisième division, place du nouveau Marché aux Grains. Le chef de service Desmedt inspecte le paquet et demande à Pierre Noël de l'ouvrir. On voit tout d'abord un caban bleu, une robe à carreau, on y regarde de plus près et la macabre découverte glace le sang. Le cadavre encore chaud d'une fillette découpée puis emballée dans du papier épais et ficelée à l'aide d'une cordelette de chanvre tombe sur le sol. Les jambes de l'enfant ont été amputées.
On réveille le commissaire, le parquet et la presse sont aussitôt informés. Deux hommes font irruption au commissariat signalant la disparition de la petite Jeanne dont il décrivent les vêtements qui correspondent hélas à ceux découverts. Le lendemain, une foule immense bat déjà le pavé devant le 22 de la rue des Hirondelles. Françoise Van Calck est présente, apprenant la nouvelle, secouée par l'émotion, elle s'évanouit.

### L'enquête, les obsèques et la grogne populaire

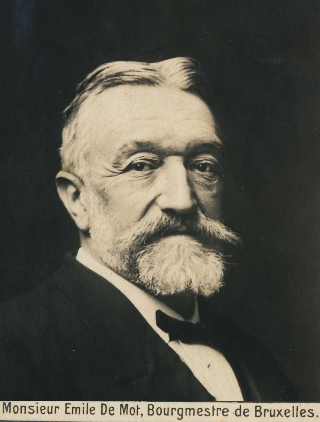
Émile de Mot.

Le légiste sera formel, le corps a été découpé par un professionnel et songe immédiatement à un médecin ou un boucher. Les causes du décès sont rapidement établies. Jeanne est morte étouffée par de violents vomissements après avoir été forcée d'ingurgiter une grande quantité d'alcool à 50°. Elle a subi les pires sévices. Le légiste fixe la mort entre 20 et 21 h,.
Les obsèques furent organisée le 11 février 1906. Le tout-Bruxelles, plus de dix mille personnes, était là. Le bourgmestre, Émile De Mot présida à la levée du corps à la morgue de l'hôpital Saint-Pierre et accompagna le cortège funèbre. La police forma une haie d'honneur au cercueil, la foule, quant à elle, manifestait sa colère. Jeanne est conduite au cimetière de Bruxelles, à Evere où elle repose,.
La police met tout en œuvre pour retrouver l'assassin de la petite fille, le canal est sondé à la recherche des membres inférieurs de l'enfant qui sont toujours manquants. Le 16 février 1906, un jardinier du nom de Buelens retrouve deux paquets d'une quarantaine de centimètres de long dans le parc de l'ancienne ferme royale du Stuyvenbergh. La veille, les bottines de Jeanne avaient été retrouvées non loin de là. Le gouvernement belge offre une récompense de 20 000 francs belges à quiconque conduira au meurtrier et propose même une clémence à l'égard de toute personne indirectement mêlée à l'affaire si elle se donne à connaître.
On dépêche un chien policier, Folette et son maître, l'agent Librechts sur les lieux du crime. Le chien s'arrête au niveau du 22 rue des Hirondelles, s'arrête devant une autre maison et aboie longuement devant la maison des grands-parents. Plus tard, un Espagnol et un Algérien sont arrêtés et détenus préventivement mais l'enquête fit long feu. Jean Many, un garçon boucher qui mendiait dans la rue est arrêté également puis relâché. On retrouve une chemise ensanglantée, chaussée de Wavre. Un docteur Nyssens est un temps suspecté mais aucune de ces pistes n'aboutit.

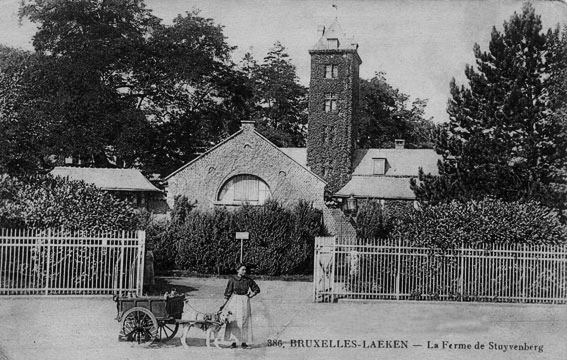
La ferme du Stuyvenberg vers 1900.

Les chroniques de l'époque fustigeront l'incurie de la justice et l'incompétence de la police qui ne parvinrent jamais à élucider le meurtre. Un avocat parisien, Louis Frank, reprend le dossier et liste 29 manquements dans l'enquête. Il publie ses travaux en 1909.
Il est, en effet, apparu que certaines pistes ne furent pas suivies en raison du fait qu'elles émanaient d'enfants. Une fillette rapporte ainsi avoir vu son amie vers 19 h le soir du meurtre à proximité de chez ses grands-parents et en compagnie d'un homme en qui elle semblait avoir confiance mais se rendant dans une direction opposée à celle qu'elle était supposée prendre pour se rendre chez sa maman.
Émile Rossel, le patron du journal Le Soir à l'époque, ouvre une souscription pour édifier un monument en marbre blanc en hommage au « petit ange de la rue des Hirondelles ».
L'année suivante, une autre enfant, Annette Bellot, est retrouvée morte à Anderlecht dans des circonstances similaires et là également, l'auteur ne sera jamais identifié.